# Mohamed Sarr
Mohamed Adama Sarr (* 23. Dezember 1983 in Dakar) ist ein ehemaliger senegalesischer Fußballspieler.

## Verein
Sarr begann seine Profikarriere in der Jugendmannschaft des FBC Treviso, wo er 2000 in die erste Mannschaft geholt wurde. Bereits in seiner ersten Saison stieg der Verein aus der Serie B ab. Daraufhin wurde der Senegalese vom AC Mailand verpflichtet. Er kam in der Saison 2001/02 zu einem Einsatz. Milan beendete die Meisterschaft auf dem vierten Platz der Serie A.
2002 wurde er von den Rossoneri an Galatasaray Istanbul in die Türkei verliehen. Dort absolvierte er sieben Meisterschaftsspiele und erzielte einen Treffer, zudem kam Sarr auf drei Einsätze in der UEFA Champions League und erzielte im Gruppenspiel gegen Lokomotive Moskau ein Tor. Im Januar 2003 wurde an den AC Ancona verliehen, dort konnte er den Aufstieg in die höchste italienische Spielklasse feiern.
Bereits Anfang der Saison 2003/04 kam er zu Atalanta Bergamo, wiederum im Zuge eines Leihvertrages. Zum zweiten Mal schaffte er mit einem Verein den Aufstieg in die Serie A. 2004/05 wurde er an den FC Vittoria verliehen.
2005 ging es endgültig weg aus den Leihverträgen und der Innenverteidiger wechselte nach Belgien zu Standard Lüttich. In seiner ersten Saison bei Les Rouches wurde der Verein Vizemeister. In der darauffolgenden Saison kam die Mannschaft ins Pokalfinale und wurde Dritter. Der große Coup kam 2007/08, als Lüttich die Meisterschaft und den Supercup gewann. 2008/09 konnten diese Erfolge wiederholt werden. 2009/10 wurde der Verein in der Meisterschaft Achter und in den Gruppenspielen zur Europa League nur Zweiter der Gruppe B, konnte aber in der Europa League das Viertelfinale erreichen. Sarr kam in dieser Europapokalsaison auf zehn Einsätze (sechs in der UEFA Champions League und vier in der Europa League).
Es folgten weitere Stationen bei Hércules Alicante, KRC Genk und zuletzt bei OFI Kreta. Hier beendete der Innenverteidiger 2013 seine aktive Karriere.

## Nationalmannschaft
Für den Senegal spielte er insgesamt sechzehn Mal zwischen 2001 und 2010, ein Tor konnte er dabei nicht erzielen.

## Erfolge
- Aufstieg in die Serie A 2003, 2004
- Belgischer Meister 2008, 2009
- Belgischer Superpokalsieger 2008, 2009